# Neoalosterna rubida
Neoalosterna rubida är en skalbaggsart som först beskrevs av Leconte 1873.  Neoalosterna rubida ingår i släktet Neoalosterna och familjen långhorningar. Inga underarter finns listade i Catalogue of Life.